# Tridens texanus
Tridens texanus là một loài thực vật có hoa trong họ Hòa thảo. Loài này được (S.Watson) Nash miêu tả khoa học đầu tiên năm 1903.